# Cmentarz św. Jadwigi w Pszczynie

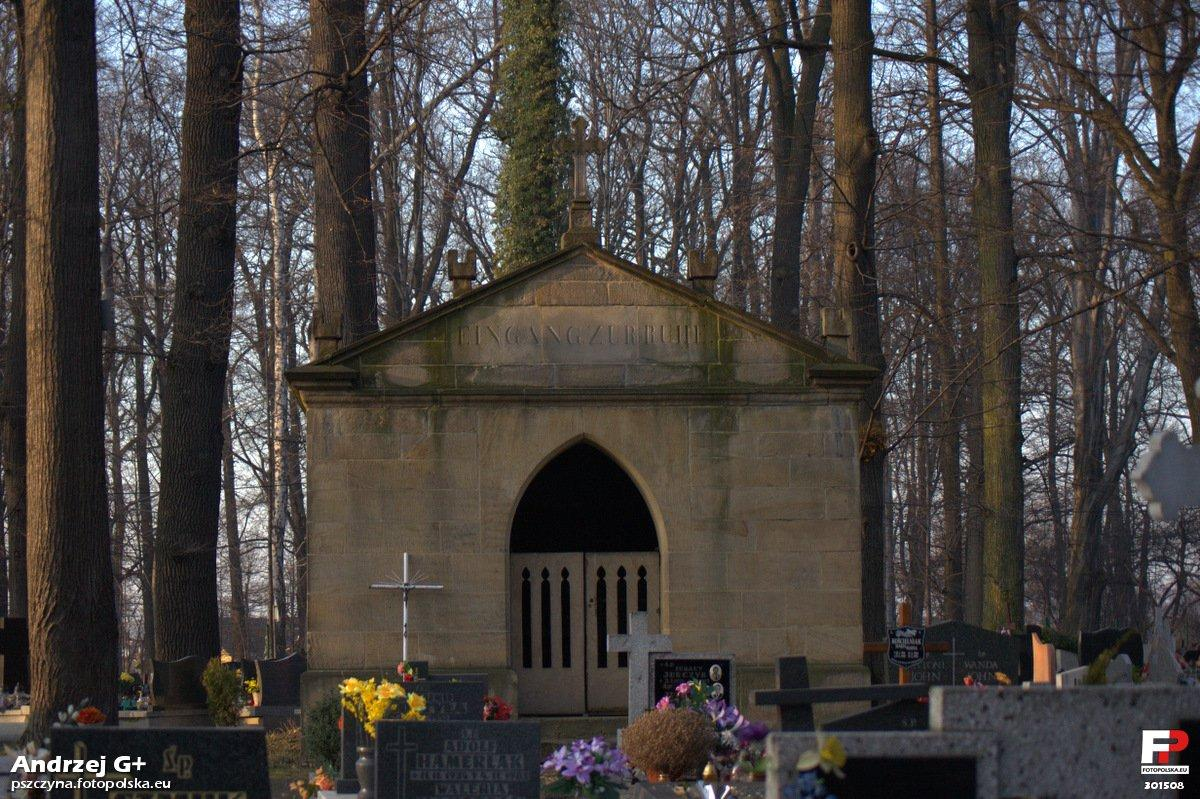
Cmentarz Św. Jadwigi w Pszczynie; grobowiec rodziny Boenisch

Cmentarz św. Jadwigi Śląskiej – stary (pierwszy?) cmentarz katolicki w Pszczynie, założony w 1501 r. w otoczeniu dawnego kościoła filialnego pw. św. Jadwigi Śląskiej. Obecnie w dalszym ciągu odbywają się na nim pochówki.
Usytuowany w północno-wschodniej części parku zamkowego, przy ul. Chopina. Wiedzie do niego prosta aleja od pałacu. Otoczony współczesnym płotem. Przy wejściu kamienna figura przydrożna z 1803 r. Do 1939 r. w zachodniej części cmentarza stał stary, drewniany, filialny kościół św. Jadwigi Śląskiej, który spłonął w pierwszych dniach II wojny światowej.
Pośród starego drzewostanu szereg zabytkowych nagrobków z XIX i początków XX w. Wśród nich grób księdza Bernarda Bogedaina, wrocławskiego biskupa pomocniczego, zasłużonego w utrzymaniu nauczania języka polskiego w szkołach górnośląskich, który zmarł w 1860 r. podczas wizytacji parafii pszczyńskiej. Obok miejsca, w którym stał wspomniany kościół św. Jadwigi, wyróżnia się grobowiec pszczyńskiego proboszcza, księdza Walentyna Hanuszka, w postaci murowanej z cegły, półkoliście sklepionej krypty. Wieńczy ją staliwny, odlewany krzyż, na którym dobrze czytelny jest napis: Tukey odpoczywa Walentin Hanuszek Farosz Pszczeński Dziekan i Komisarz Urzędu Biskupskiego narodzon 1zigo Stycznia r. 1776 umarł 30tego Marca r. 1833.
W centrum cmentarza, wśród starych drzew, zwraca uwagę staliwny krzyż o liliowym zakończeniu ramion z oplatającym go wężem. Wznosi się on na czworobocznym, kamiennym postumencie bez widocznej już inskrypcji. Jest to miejsce pochówku Marii Doroty Henrietty Luizy Schlezwig-Holstein-Sonderburg-Beck (1783-1803), księżniczki Szlezwiku-Holsztyna, bardzo młodo zmarłej żony Fryderyka Ferdynanda Anhalta (1769-1830), który w latach 1797-1818 władał „państwem” pszczyńskim. Jako jedyna z rodziny nie spoczęła w nekropolii Anhaltów w parku - jej ostatnią wolą było podobno być pochowaną właśnie na cmentarzu przy kościele św. Jadwigi.
Pozostałe pochówki:
- Mateusz Bielok (ur. 1870) - proboszcz w Bieruniu Starym i w Pszczynie, działacz plebiscytowy. Dzięki jego zaangażowaniu większość parafian opowiedziała się za przynależnością Górnego Śląska do Polski.